# Ерберт Маркес
Ерберт Маркес (ісп. Herbert Márquez, нар. 30 листопада 1963, Пуерто-ла-Крус) — венесуельський футболіст, що грав на позиції нападника, зокрема за національну збірну Венесуели.

## Клубна кар'єра
У дорослому футболі дебютував 1985 року виступами за команду «Депортіво Португес», в якій провів один сезон. 
Протягом 1986—1987 років захищав кольори клубу «Марітімо де Венесуела», звідки перейшов до португальського «Марітіму», в якому, утім, закріпитися не зумів і за рік повернувся до венесуельської команди.
Згодом до кінця 1990-х грав за «Депортіво Тачира», «Лару», «Ансоатегі», «Марітімо де Венесуела» та «Карабобо», а завершив ігрову кар'єру у команді «Депортіво Італія», за яку виступав протягом 1997—1998 років.

## Виступи за збірну
1985 року дебютував в офіційних матчах у складі національної збірної Венесуели.
У складі збірної був учасником розіграшу Кубка Америки 1987 року в Аргентині і розіграшу Кубка Америки 1989 року в Бразилії.
Загалом протягом кар'єри у національній команді, яка тривала 10 років, провів у її формі 16 матчів, забивши 2 голи.